# 野牡丹羽爪節蜱
野牡丹羽爪節蜱（学名：Diptilomiopus candidus）为双羽爪節蜱科羽爪節蜱屬下的一个种。